# Пітер Роскам
Пітер Джеймс Роскам (англ. Peter James Roskam; нар. 13 вересня 1961, Гінсдейл, Іллінойс) — американський політик. Він представляє 6-й округ Іллінойсу в Палаті представників США з 2007 року. Член Республіканської партії.
У 1983 році закінчив Іллінойський університет в Урбана-Шампейн. Він отримав диплом юриста у 1989 році в Іллінойському технологічному інституті і працював адвокатом. З 1993 по 1998 працював у Палаті представників Іллінойсу, з 2000 по 2007 — член Сенату штату.